# Tomoxia brevipennis
Tomoxia brevipennis es una especie de coleóptero de la familia Mordellidae.

## Distribución geográfica
Habita en Panamá.